# 白夜の誓い -グスタフIII世、誇り高き王の戦い-
『白夜の誓い ―グスタフIII世、誇り高き王の戦い―』（びゃくやのちかい　グスタフさんせい、ほこりたかきおうのたたかい）は、宝塚歌劇団のミュージカル作品。作・演出を担当するのは原田諒。

## 概要
2014年11月7日から12月15日（新人公演は12月2日）に宝塚大劇場、2015年1月2日から2月15日（新人公演は1月29日）に東京宝塚劇場にて、宙組により上演。
宝塚歌劇団創立100周年の大劇場最後を飾る公演であり、宙組トップ凰稀かなめの退団公演である。
スウェーデン中興の時代、華やかな北欧文化を開花させ「ロココの寵児」として君臨した国王・グスタフIII世。権謀術数渦巻く激動の18世紀ヨーロッパを舞台に、彼の愛と友情、そして信念を貫いた勇気ある戦いを、多彩な登場人物を絡ませながら壮大なスケールで描き上げるミュージカル作品。
併演はグランド・ショー『PHOENIX 宝塚!! ―蘇る愛―』（作・演出／藤井大介）。

## スタッフ
宝塚大劇場公演
- 作・演出：原田諒
- 作曲・編曲：太田健
- 音楽指揮：佐々田愛一郎
- 振付：麻咲梨乃
- 擬闘：清家三彦
- 装置：松井るみ
- 衣装：有村淳
- 照明：笠原俊幸
- 音響：大坪正仁
- 小道具：今岡美也子
- 歌唱指導：飯田純子
- 演出助手：谷貴矢
- 衣装補：加藤真美
- 舞台進行：阪谷諒子

- 舞台美術製作：株式会社 宝塚舞台（併演作品と共通）
- 演奏：宝塚歌劇オーケストラ（併演作品と共通）
- 制作：谷風宗範（併演作品と共通）
- 制作補：三木規靖（併演作品と共通）
- 制作・著作：宝塚歌劇団（併演作品と共通）
- 主催：阪急電鉄 株式会社（併演作品と共通）

※参考資料：宝塚大劇場公演のプログラム

## あらすじ
ロココの寵児として、北欧史にその名を残すスウェーデン国王・グスタフIII世の波乱に満ちた生涯を描くミュージカル。
腐敗した貴族政治からの脱却を図り、内政を改革。ロシアとの戦いでは歴史的な大勝利を収めた名将として知られる一方、民衆を愛し、華やかな北欧文化を開花させたグスタフIII世。権謀術数渦巻く宮廷社会、激動のうねりを見せる18世紀のヨーロッパで、ひたむきに生きた一人の男の愛と友情、そして信念を貫いた勇気ある戦いを、多彩な登場人物を絡ませながら壮大なスケールで謳い上げる一大叙事詩。

## 主な配役
本公演
- グスタフIII世：凰稀かなめ
- ソフィア・マグダレーナ・ア・ダンマルク：実咲凜音
- リリホルン：朝夏まなと
- テッシン：汝鳥伶
- クランツ：寿つかさ
- ロビーサ・ウルリカ：美風舞良
- レオノーラ：大海亜呼
- ヤコブ・ヨハン・アンカーストレム：緒月遠麻
- エカテリーナ・アレクセーエヴナ：純矢ちとせ
- ニルス：七海ひろき
- ジルダ：花音舞
- モルコフ：風羽玲亜
- ブラント：天玲美音
- アルムフェルト：澄輝さやと
- マーヤ：綾瀬あきな
- ベールヴァント：凛城きら
- ヨハンソン：松風輝
- レーベンイェルム：愛月ひかる
- ロビン：星吹彩翔
- ラウラ：瀬音リサ
- バハトマイスター：蒼羽りく
- ベルジェンヌ：風馬翔
- アデルクランツ：美月悠
- ヴィクセル：星月梨旺
- キム/ラーゲルベック：春瀬央季
- グランフェルト：桜木みなと
- ヴォルゴード：実羚淳
- エーゲシュトランド：朝央れん
- エグモント伯爵夫人：伶美うらら
- ヴィゴ/リードホルム：七生眞希
- 司祭/エリクソン：留美絢
- レクセル：和希そら
- シベリウス：秋音光
- ヴァーサ王/オロフ：留依蒔世
- イサーク/ミルヴェーデン：秋奈るい
- アンカーストレム（少年時代）：花菱りず
- ヴァレンティン：瑠風輝
- エリク：穂稀せり
- ダグ：潤奈すばる

新人公演
- グスタフIII世：桜木みなと
- ソフィア・マグダレーナ・ア・ダンマルク：伶美うらら
- カール・ポンタス・リリホルン：留衣蒔世
- テッシン：星月梨旺
- クランツ：風馬翔
- ロビーサ・ウルリカ：花咲あいり
- レオノーラ：愛咲まりあ
- ヤコブ・ヨハン・アンカーストレム：和希そら
- エカテリーナ・アレクセーエヴナ：彩花まり
- ニルス/ヴァーサ王：瑠風輝
- ジルダ：涼花まや
- モルコフ：美月悠
- ブラント：穂稀せり
- アルムフェルト：春瀬央季
- マーヤ：瀬戸花まり
- ベールヴァルド：実羚淳
- ヨハンソン：秋音光
- レーベンイェルム：七生眞希
- ロビン/アデルクランツ：秋奈るい
- ラウラ：桜音れい
- バハトマイスター/ベルジェンヌ：朝央れん
- ヴィクセル：潤奈すばる
- キム/ラーゲルベック：風輝駿
- グランフェルト：留美絢
- エーゲシュトランド/ヴィゴ：尚央海りせ
- エグモンド伯爵夫人：遥羽らら
- 司祭：真みや涼子
- エリクソン/オロフ：澄風なぎ
- レクセル：朝日奈蒼
- アンカーストレム（少年時代）：小春乃さよ